# Torneo Internacional de Tenis Femenino Ciudad de Monzón
Il Torneo Internacional de Tenis Femenino Ciudad de Monzón è un torneo professionistico di tennis giocato su campi in cemento. Fa parte dell'ITF Women's Circuit. Si gioca annualmente a Monzón in Spagna.

## Albo d'oro

### Singolare
| Anno | Campionessa        | Finalista               | Punteggio     |
| ---- | ------------------ | ----------------------- | ------------- |
| 2011 | Petra Cetkovská    | Kirsten Flipkens        | 5-7, 6-4, 6-2 |
| 2012 | Non disputato      |                         |               |
| 2013 | Polina Vinogradova | Nuria Párrizas Díaz     | 6–1, 6–1      |
| 2014 | Janina Toljan      | María José Luque Moreno | 6–3, 5–7, 6–0 |

### Doppio
| Anno | Campionesse                                 | Finaliste                               | Punteggio        |
| ---- | ------------------------------------------- | --------------------------------------- | ---------------- |
| 2011 | Elena Bovina Valerija Savinych              | Margalita Chakhnašvili Ivana Lisjak     | 6-1, 2-6, [10-4] |
| 2012 | Non disputato                               |                                         |                  |
| 2013 | Tatiana Búa Lucía Cervera Vázquez           | Arabela Fernández Rabener Yana Sizikova | 4–6, 7–5, [10–6] |
| 2014 | Ariadna Martí Riembau Marta Sexmilo Pascual | Giulia Sussarello Janina Toljan         | 4–6, 6–4, [10–5] |